# Kuppahalli, Chik Ballapur
Kuppahalli là một làng thuộc tehsil Chik Ballapur, huyện Kolar, bang Karnataka, Ấn Độ.